# Anette Börjesson
Anette Börjesson, nascida em 1954, em Gotemburgo, é uma ex-futebolista sueca. 

Foi a capitã da seleção sueca que ganhou a medalha de ouro no Campeonato Europeu de Futebol Feminino de 1984. 

## Clubes
- Jitex BK
- GAIS
- Tuve IF

## Títulos
- Campeonato Europeu de Futebol Feminino - 1984
- Campeonato Sueco de Futebol Feminino – 1974, 1976, 1979, 1981, 1984 e 1989
- Copa da Suécia de Futebol Feminino – 1981, 1982 e 1984